# شمع الختم

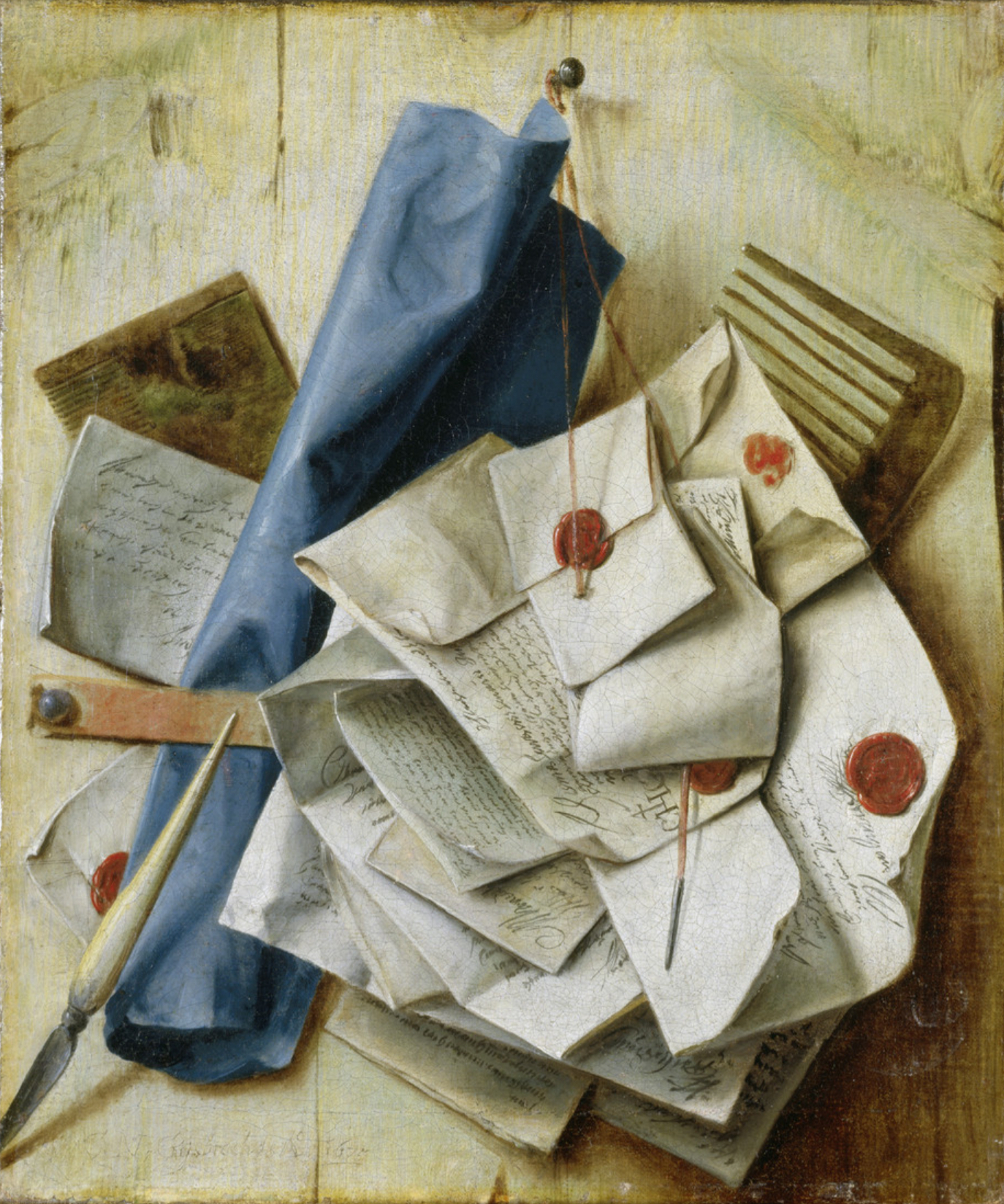
مجموعة رسائل مختومة بشمع الختم.

شمع الختم ويسمى أيضا الشمع الأحمر يستخدم لختم الرسائل والوثائق ولأخذ بصمة الختم. يصنع شمع الختم من راتينج القلفونية أو اللك المصفى أو التربنتينة أو المغنسيوم أو الطباشير أو الجبس. يستعمل شمع الختم أيضا لختم القوارير والمرطبانات. قبل اختراع المظاريف ذات اللسان المصمغ، استخدم الختام لختم الرسائل، واستخدمت مادة الزنجفر، وهي مادة صبغ أحمر، لتلوين الشمع المستخدم في الرسائل والمستندات، وتباع على هيئة أعواد. أما الصنف الأقل جودة من شمع الختم المستخدم لختم الطرود البريدية فعادة ما يتم تلوينه بمادة السناج.